# Aepypodius
Aepypodius Oustalet, 1880 è un genere di uccelli galliformi della famiglia Megapodiidae.

## Tassonomia
Il genere comprende le seguenti specie:
- Aepypodius arfakianus (Salvadori, 1877) - tacchino di boscaglia caruncolato
- Aepypodius bruijnii (Oustalet, 1880) - tacchino di boscaglia di Waigeo